# Pázmándy Sándor
Pázmándy Sándor (1912. március 16. – 1989. február 17.) válogatott labdarúgó, jobbfedezet, edző.

## Pályafutása

### Klubcsapatban
Az Elektromos labdarúgója volt. Jól helyezkedő, technikás fedezet volt, aki jól fejelt.

### A válogatottban
1938 és 1942 között három alkalommal szerepelt a magyar labdarúgó-válogatottban.

### Edzőként
Az 1960-as évek végén külföldön dolgozott edzőként.

## Statisztika

### Mérkőzései a válogatottban
| Magyarország | Magyarország      | Magyarország              | Magyarország | Magyarország | Magyarország | Magyarország | Magyarország | Magyarország |
| #            | Dátum             | Helyszín                  | Hazai        | Eredmény     | Vendég       | Kiírás       | Gólok        | Esemény      |
| ------------ | ----------------- | ------------------------- | ------------ | ------------ | ------------ | ------------ | ------------ | ------------ |
| 1.           | 1938. március 20. | Nürnberg                  | Németország  | 1 – 1        | Magyarország | barátságos   | -            |              |
| 2.           | 1939. október 22. | Bukarest, ANEF-stadion    | Románia      | 1 – 1        | Magyarország | barátságos   | -            |              |
| 3.           | 1942. június 14.  | Budapest, Üllői úti pálya | Magyarország | 1 – 1        | Horvátország | barátságos   | -            |              |
|              | Összesen          |                           |              | 3            | mérkőzés     |              | 0            | gól          |